# Raspail (metrostation)
Raspail is een station van de metro in Parijs langs metrolijnen 4 en 6 in het 14e arrondissement.
Het station is een eerbetoon aan François-Vincent Raspail (1794-1878), een Frans scheikundige en politicus uit de 19de eeuw.

## Geschiedenis
Het station werd geopend op 24 april 1906 als onderdeel van de toenmalige metrolijn 2 Sud. Vanaf 14 oktober 1907 lag het station langs metrolijn 5. Op 30 oktober 1909 werd het station geopend langs metrolijn 4. Op 6 oktober 1942 werd het traject tussen station Place d'Italie en station Charles de Gaulle - Étoile overgeheveld van metrolijn 5 naar metrolijn 6.

## Aansluitingen
- Bus (RATP): 68

## In de omgeving
- Fondation Cartier
- Cimetière du Montparnasse

Porte de Clignancourt · 
Simplon · 
Marcadet - Poissonniers · 
Château Rouge · 
Barbès - Rochechouart · 
Gare du Nord · 
Gare de l'Est · 
Château d'Eau · 
Strasbourg - Saint-Denis · 
Réaumur - Sébastopol · 
Étienne Marcel · 
Les Halles · 
Châtelet · 
Cité · 
Saint-Michel · 
Odéon · 
Saint-Germain-des-Prés · 
Saint-Sulpice · 
Saint-Placide · 
Montparnasse - Bienvenüe · 
Vavin · 
Raspail · 
Denfert-Rochereau · 
Mouton-Duvernet · 
Alésia · 
Porte d'Orléans ·
Mairie de Montrouge ·
Barbara ·
Bagneux - Lucie Aubrac
Charles de Gaulle - Étoile · Kléber · Boissière · Trocadéro · Passy · Bir-Hakeim · Dupleix · La Motte-Picquet - Grenelle · Cambronne · Sèvres - Lecourbe · Pasteur · Montparnasse - Bienvenüe · Edgar Quinet · Raspail · Denfert-Rochereau · Saint-Jacques · Glacière · Corvisart · Place d'Italie · Nationale · Chevaleret · Quai de la Gare · Bercy · Dugommier · Daumesnil · Bel-Air · Picpus · Nation